# سی‌پی شیپس
سی‌پی شیپس (انگلیسی: CP Ships) شرکت کشتیرانی بریتانیایی کانادایی است، که در سال ۱۸۸۷ تأسیس شد.